# Olaf Scholz
Olaf Scholz (AFI: [ˈoːlaf ʃɔlts] · ; Osnabrück, 14 giugno 1958) è un politico tedesco, 9º Cancelliere federale della Germania dal 2021 al 2025.  Membro del Partito Socialdemocratico di Germania, è stato vice cancelliere della Germania e ministro delle finanze dal 2018 al 2021 nel governo Merkel IV.
Dopo aver licenziato il ministro delle finanze Christian Lindner il 7 novembre 2024, il 16 dicembre 2024 ha perso la fiducia del Bundestag, facendo anticipare le elezioni al 23 febbraio 2025.

## Biografia
Olaf Scholz è nato come primo di tre fratelli a Osnabrück, ma è vissuto ad Amburgo dalla sua infanzia. È figlio di Gerhard Scholz, impiegato nell'industria tessile, e di Christel Grunwald. Il fratello minore Jens è anestesista, professore universitario e presidente del consiglio di amministrazione del centro medico dell'Università dello Schleswig-Holstein.
Venne battezzato come protestante luterano, ma successivamente rinuncerà all'appartenenza religiosa a qualunque chiesa. Durante il suo giuramento divenne il secondo cancelliere dopo Gerhard Schröder a non usare la formula "e che Dio mi aiuti" (in tedesco: "So wahr mir Gott helfe"). Conseguì la maturità scolastica nel 1977 e la laurea in giurisprudenza presso l'Università di Amburgo; dal 1985 è avvocato specializzato in diritto del lavoro.

## Carriera politica
Nel 1975 Scholz è entrato nella SPD. Nei primi anni, come membro dei Jusos, l'organizzazione della gioventù del partito: descrisse la NATO come aggressiva e imperialista, la Germania Occidentale come "roccaforte del capitale alto d'Europa" e sostenne la corrente marxista del suo partito.

### L'ascesa nella SPD
Durante gli anni seguenti moderò la sua posizione politica, avvicinandosi molto al programma riformista di Bad Godesberg e ricoprì vari incarichi del partito. Scholz sostenne il programma chiamata "Agenda 2010", era descritto membro della corrente "Schröderiana" dell′SPD. Oggi Scholz fa parte della corrente moderata e centrista del suo partito. Fu deputato del Bundestag dal 1998 al 2011. Dal 2002 al 2004 fu segretario generale dell'SPD e dal 2007 al 2009 ministro del lavoro e degli affari sociali nel primo governo di coalizione di Angela Merkel.

### Sindaco di Amburgo (2011-2018)
Dal 7 marzo 2011 al 13 marzo 2018 ricoprì la carica di sindaco di Amburgo dopo che l'SPD raggiunse la maggioranza assoluta nelle elezioni del 2011. Sotto il suo governo, lo stato di Amburgo comprò le azioni dalla compagnia armatoriale Hapag-Lloyd nel tentativo di salvare circa 20 000 posti di lavoro. Inoltre stimolò la costruzione di migliaia di appartamenti nuovi.
Negli anni seguenti e durante la campagna elettorale di 2021, Scholz venne criticato per il suo ruolo in uno scandalo finanziario concernente la banca M.M. Warburg & Co, in cui la città di Amburgo perse 47 milioni di euro. Giornali e altri politici accusarono Scholz di avere fallito nell'impedire l'escalation delle manifestazioni durante il G20 del 2017 a Amburgo.

### Ministro delle finanze nell'ultimo governo Merkel (2018-2021)
Nel 2018 fu nominato ministro delle finanze nel governo di grande coalizione guidato da Angela Merkel. In quest'ufficio, Scholz propose una tassa minimale globale per combattere l'evasione fiscale. Dopo il collasso dell'azienda Wirecard, Scholz iniziò un processo di riforma della BaFin, l'ufficio di sorveglianza finanziaria della Germania. Sotto la responsabilità di Scholz come ministro, la BaFin non era stata in grado di controllare gli affari di Wirecard. Dal 13 febbraio al 22 aprile 2018 fu commissario ad interim dell'SPD, prima dell'elezione formale a presidente di Andrea Nahles. Vive a Potsdam con la moglie Britta Ernst, anch'ella attiva in politica con l'SPD.

### La corsa alle elezioni del 2021 da candidato cancelliere
Il 10 agosto 2020 l’esecutivo del partito, nonostante la sconfitta al congresso di Scholz e della candidata associata alla segreteria Klara Geywitz contro il duo costituito da Norbert Walter-Borjans e Saskia Esken, lo nominò candidato cancelliere per le elezioni del Bundestag del 2021 che avrebbero portato la Germania a scegliere il successore della Merkel, destinata ad abbandonare il ruolo di cancelliera dopo ben 16 anni.
Scholz è stato scelto come candidato in grado di unire le diverse anime del partito in virtù dell'esperienza accumulata nella risposta alla crisi aperta dalla pandemia di COVID-19, che ha condotto il ministro delle finanze ad acquisire un ruolo centrale nella messa a punto di pacchetti di stimolo economici interni e della nuova direzione economica europea culminata nell'avvio del debito mutualizzato comunitario con Next Generation EU nell'estate 2021. Durante la campagna elettorale, Scholz ha mantenuto un approccio moderato e rivendicato la continuità tra la sua posizione politica personale e quella della cancelliera Merkel, di cui ha dichiarato di essere il vero erede, criticando la capacità del nuovo leader CDU Armin Laschet di fare altrettanto. Scholz, al termine della campagna elettorale, farà guadagnare il miglior risultato dal 2005 alla SPD, che diventa così il primo partito nel Bundestag per la prima volta dal 1998.

### Cancelliere della Germania (2021-2025)
In seguito a trattative tra SPD, Verdi e Partito Liberale Democratico Scholz è stato indicato come cancelliere del nascente governo, formato da una coalizione di questi tre partiti. In data 8 dicembre 2021, Scholz viene nominato ufficialmente cancelliere tedesco.
Le prime visite ufficiali del nuovo cancelliere sono state un incontro con il presidente francese Emmanuel Macron, la presidente della commissione europea Ursula von der Leyen ed il segretario generale della NATO Jens Stoltenberg. Il 20 dicembre 2021, Scholz ha incontrato il capo del governo italiano Mario Draghi a Roma.
Il 7 novembre 2024 dopo aver licenziato il ministro delle finanze Christian Lindner per divergenze sul bilancio dello stato per il 2025 il partito liberale FDP ha annunciato di far dimettere tutti i ministri dal suo governo; a seguito della crisi di governo scatenata il 12 dello stesso mese Scholz e i leader di partito della CDU/CSU raggiungono un accordo per un voto di sfiducia al governo e una data per le prossime elezioni federali a febbraio 2025.

#### Il tentativo di evitare l'invasione russa dell'Ucraina
Durante la crisi tra Russia e Ucraina all′inizio di 2022 Scholz ha visitato gli Stati Uniti, l'Ucraina e la Russia. Il ruolo della Germania in questo conflitto coinvolge anche la questione su Nordstream-2, un progetto per la costruzione di un gasdotto tra Russia e Germania. Mentre l′amministrazione statunitense del presidente Joe Biden è ostile al progetto e chiede la sua cessazione nel caso di un'invasione russa dell'Ucraina, il governo Scholz è rimasto vago. Durante la sua visita a Washington, Scholz ha dichiarato che le conseguenze per la Russia sarebbero state dure e chiare nel caso di una guerra, ma non fissava a una risposta chiara concernente Nordstream-2. I partiti del suo governo hanno posizioni divergenti sul progetto.
Il 14 febbraio 2022 Scholz ha visitato il presidente dell′Ucraina Volodymyr Zelens'kyj a Kiev e l′indomani ha incontrato Vladimir Putin a Mosca. Stante la vicinanza dell'ex-cancelliere Gerhard Schröder al governo russo, e il suo coinvolgimento nel progetto di Nordstream-2, durante un′intervista con CNN, Scholz si vedeva costretto a dichiarare: "Lui [Schröder] non lavora per il governo. Lui non è il governo. Sono io il cancelliere adesso." Dopo il riconoscimento ufficiale delle "repubbliche" di Lugansk e Doneck da parte del governo russo, Scholz annunciava la cessazione del progetto Nord-Stream.

#### La politica estera dopo l'invasione russa dell'Ucraina

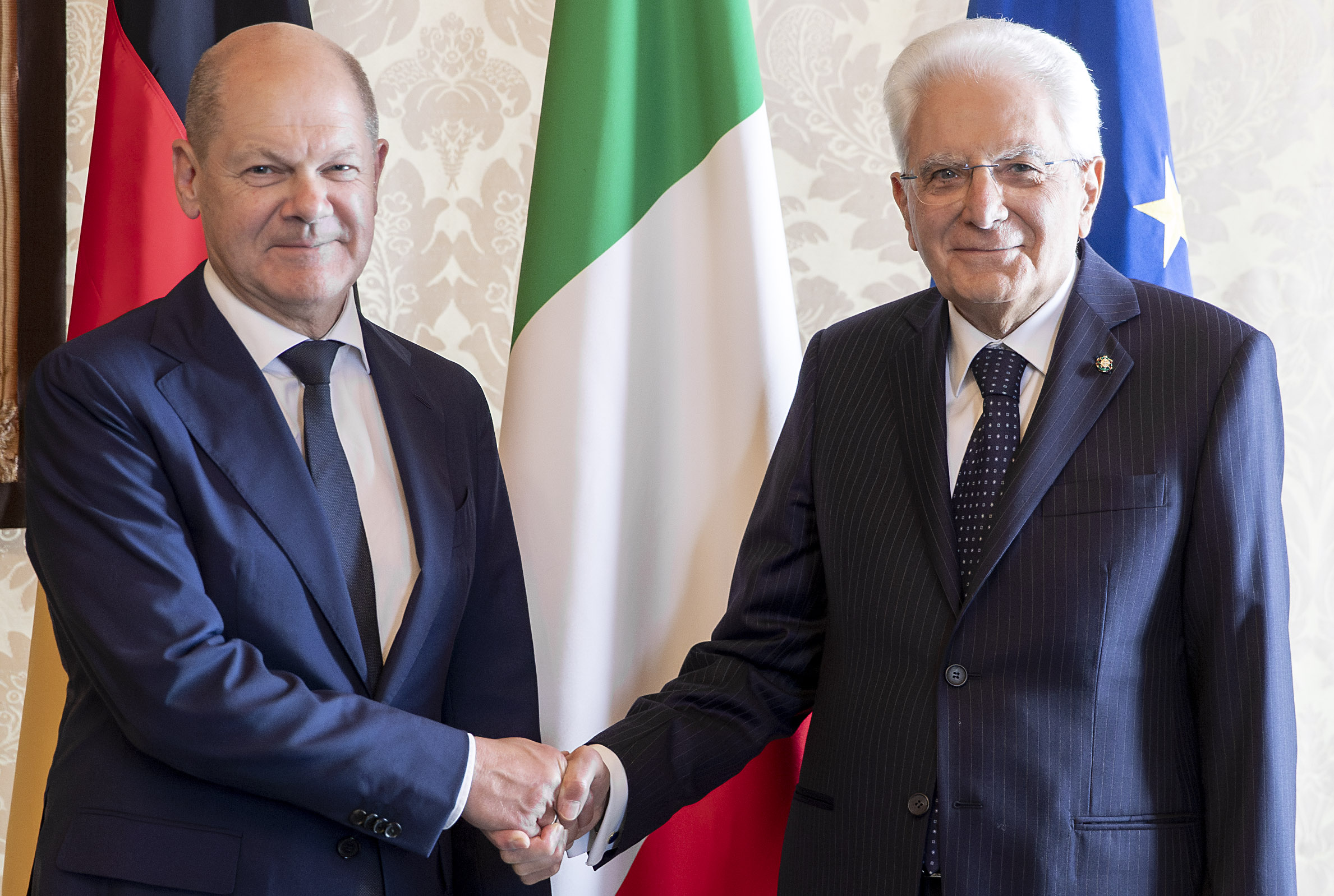
Scholz insieme a Sergio Mattarella nel 2023

L'invasione russa dell'Ucraina ha cambiato profondamente le prospettive politiche della Germania, facendo tramontare il lungo tentativo di convergenza economica, energetica e industriale tra Berlino e Mosca che i governi di Angela Merkel avevano, negli anni, incentivato. Pressato con forza dagli alleati di governo Verdi e FDP, apertamente vicini alla causa atlantista, Scholz, dopo le forti prese di posizione del ministro degli esteri e leader dei Grunen Annalena Baerbock, ha aperto all'invio di armi all'Ucraina e al rilancio delle spese militari. Parlando al Bundestag, nella giornata del 28 febbraio, ha annunciato un piano di rilancio delle forze armate con un fondo appositamente costituito da cento miliardi di euro dichiarando che le mutate condizioni geopolitiche imponevano a Berlino di assumere maggiori responsabilità per la difesa dei suoi interessi nazionali. Nelle prime settimane di guerra, nonostante si sia silenziosamente opposto ad alcune delle misure più dure, come l'esclusione di alcune banche russe dal circuito di pagamento SWIFT, il governo di Scholz ha comunque sostenuto i pacchetti sanzionatori dell'Unione europea, riuscendo solo temporaneamente a evitare le misure più sgradite alla Germania, come le sanzioni sul comparto energetico.
Dopo i primi mesi, segnati da tentennamenti, il supporto militare della Germania all'Ucraina è cresciuto fino a diventare il terzo a livello globale. Nonostante questo Scholz è stato pesantemente criticato, sia in Ucraina che in Paesi come la Polonia, per avere inizialmente frenato sulla consegna dei carri armati Leopard, a gennaio 2023.